# スーパーアグリ・SA07
スーパーアグリ・SA07 (Super Aguri SA07) はスーパーアグリF1チームが2007年のF1世界選手権に投入したフォーミュラ1カー。ピーター・マックールとベン・ウッドが設計した。

## 開発
2006年シーズン終了から約1ヵ月後にあたるバルセロナテストでは、ホンダ栃木研究所と協力して開発された新しいシャーシ（ペイントはSA06B、チームリリースによるとシャーシの扱いは「SAF1 Team 暫定マシン」となっている）を使用した。年が明けた2007年のテストでも暫定マシンでテストに励んでいた。そして暫定マシンをベースにSA07が製作された。
しかし、テストで使われた暫定マシンはホンダの2006年型であるRA106に類似しており、今後カスタマーシャーシ問題へと発展する（後述）が、FIAの検査において違反がなかったため、2007年シーズンで使用が可能となった。
2007年シーズン終了後、チームはSA07Bという白くペイントされたマシンでテストを行っていたが、これは改良版ではなく、ホンダ・RA107とほぼ変わらないもので全くの別物である。ちなみにこのマシンをベースに2008年用マシン、SA08Aが開発されている。

## カスタマーシャーシ問題
本田技術研究所と協力して製作された新型マシンのSA07を導入したものの、ウィリアムズやスパイカーなどのチームは、SA07がコンコルド協定に違反するカスタマーシャーシであると主張、提訴も辞さない構えでいた。
スパイカーは開幕戦オーストラリアGPの予選直後に異議申し立てを行い、その後提訴に踏み切った。本件についての結論は未だ出ていないが、レースへの参加はFIAによって認められている。判決が出るまでには時間がかかることなどから、同シーズンアメリカGP中のミーティングにて、バーニー・エクレストンから『該当する下位3チームはシーズン終了後に受け取るであろうTV放映権利等、分配金をプールし、平等に分け合う』という調停案が提示されたが、マクラーレンによるスパイ事件によって、同チームのコンストラクターズポイント、リザルトが抹消されたことで、マクラーレンの最下位が決定し、スパイカーF1は調停案を受けずとも分配金を享受することが出来た。
その後コンコルド協定の改定協議において、2010年以降のカスタマーシャーシの使用は禁止とし、それまではスーパーアグリ、スクーデリア・トロ・ロッソの2チームに対しての使用を認めることが決定した。これにより、スーパーアグリはオリジナルシャーシを開発するだけの施設、人材を早急に集める必要が出てきた。

## スペック

### シャーシ
- シャーシ名 SA07
- 全長 4,680mm
- 全幅 1,800mm
- 全高 950mm
- ホイールベース 3,135mm
- 前トレッド 1,460mm
- 後トレッド 1,420mm
- クラッチ ザックス
- ブレーキキャリパー alcon
- ブレーキディスク・パッド ヒトコ
- ダンパー オーリンズ
- ホイール BBS
- タイヤ ブリヂストン

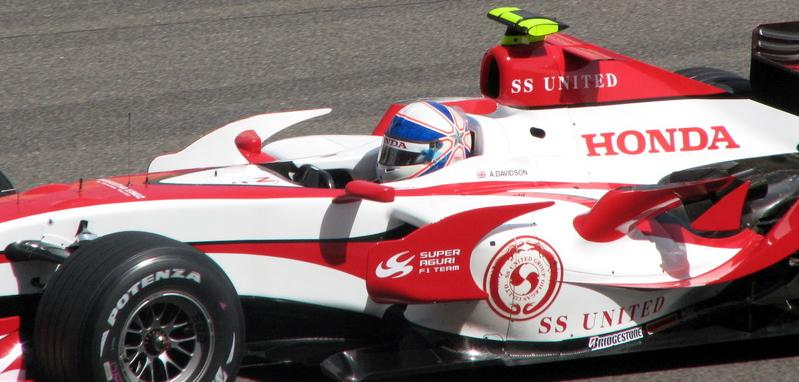
バーレーンGPでアンソニー・デビッドソンがドライブするSA07

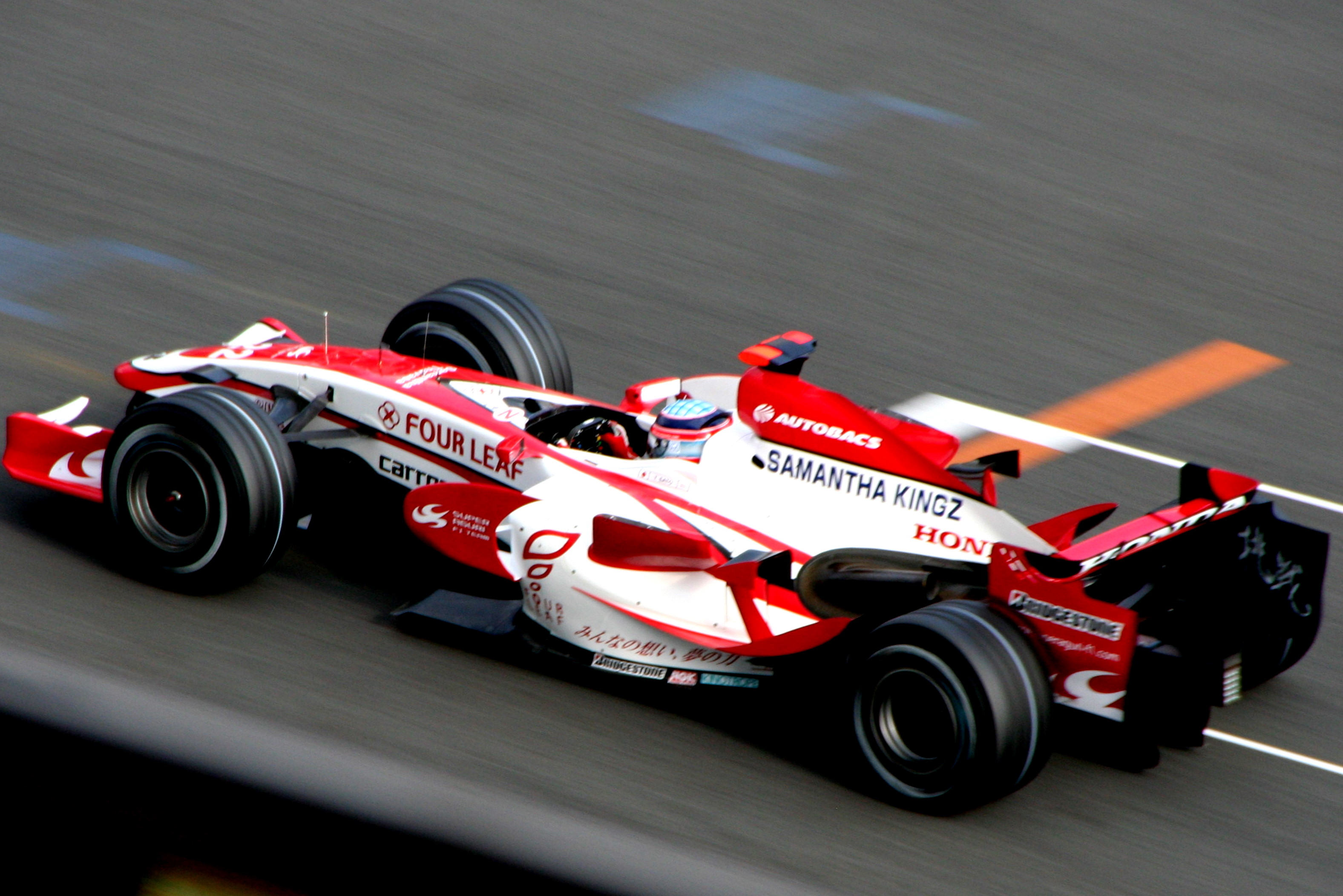
日本GPで佐藤琢磨がドライブするSA07

- ギヤボックス 7速セミオートマチック/カーボンファイバー製ケーシング
- シートベルト タカタ
- 燃料タンク ATL

### エンジン
- エンジン名 ホンダRA807E
- 気筒数・角度 V型8気筒・90度
- 排気量 2,400cc
- 最高回転数 19,000回転以上
- 最大馬力 700馬力以上
- スパークプラグ NGK
- 潤滑油 ENEOS
- イグニッション ホンダPGM-IG
- インジェクション ホンダPGM-FI

## 記録
佐藤琢磨が第4戦スペインGPでチーム初の入賞、ポイント獲得を果たした。第6戦カナダGPでは、前年王者のフェルナンド・アロンソを残り3周でオーバーテイクして、6位入賞を果たした。
| 年   | No. | ドライバー               | 1   | 2   | 3   | 4   | 5   | 6   | 7   | 8   | 9   | 10  | 11  | 12  | 13  | 14  | 15  | 16  | 17  | ポイント | ランキング |
| 年   | No. | ドライバー               | AUS | MAL | BHR | ESP | MON | CAN | USA | FRA | GBR | EUR | HUN | TUR | ITA | BEL | JPN | CHN | BRA | ポイント | ランキング |
| ---- | --- | ------------------------ | --- | --- | --- | --- | --- | --- | --- | --- | --- | --- | --- | --- | --- | --- | --- | --- | --- | -------- | ---------- |
| 2007 | 22  | 佐藤琢磨                 | 12  | 13  | Ret | 8   | 17  | 6   | Ret | 16  | 14  | Ret | 15  | 18  | 16  | 15  | 15  | 14  | 12  | 4        | 9位        |
| 2007 | 23  | アンソニー・デビッドソン | 16  | 16  | 16  | 11  | 18  | 11  | 11  | Ret | Ret | 12  | Ret | 14  | 14  | 16  | Ret | Ret | 14  | 4        | 9位        |

- ドライバーズランキング
  - 佐藤琢磨 14位
  - アンソニー・デビッドソン 23位